# Jardins de Carme Biada
Els Jardins de Carme Biada són una zona verda a interior d'illa dels carrers de Roger de Llúria, del Rosselló, del Bruc i de Còrsega de la Dreta de l'Eixample de Barcelona.

## Història i descripció
Es van inaugurar l'any 2007 i estan dedicats a Carme Biada i Navarro, besneta de Miquel Biada i Bunyol, el promotor de la línia de ferrocarril que connectava Barcelona amb Mataró, la primera de la península Ibèrica. El 1894 es va casar amb Arturo Elizalde Rouvier, i a la mort del seu marit a París el 1925, es va posar al capdavant del projecte de fabricació de motors d'aviació, un dels productes més reconeguts de l'empresa Elizalde.
Tenen una superfície de 689 m² i consten d'una zona de jocs i una ajardinada amb parterres amb vegetació i pavimentat de sauló on hi ha plantats diferents espècies d'arbres. Les espècies que hi ha són: xipers (Cupressus sempervirens), falses acàcies (Robinia pseudoacacia), acàcies del japó (Styphnolobium japonicum), llorers (Laurus nobilis) i palmeres ventall de califòrnia (Washingtonia filifera). Actualment, hi ha també una escola bressol municipal.